# Virtus Entella 2012-2013
Questa voce raccoglie le informazioni riguardanti la Virtus Entella nelle competizioni ufficiali della stagione 2012-2013.

## Stagione
Nonostante la mancata promozione della stagione precedente, la squadra è stata ripescata in Lega Pro Prima Divisione. Il 7 agosto, infatti, il Consiglio Federale della FIGC accoglie la domanda di ripescaggio presentata il 30 luglio e così l'Entella per la prima volta nella sua storia disputerà la terza serie del campionato italiano, l'ex Serie C1.
L'Entella fa il suo esordio in stagione il 5 agosto nel primo turno di Coppa Italia, cui non prendeva parte dal 2010 (sconfitta con il Monza ai supplementari), vincendo per 2-0 fuori casa contro la Reggiana con gol dei neoacquisti Vannucchi e Marchi. Il 12 agosto al secondo turno, eccezionalmente in casa ha affrontato l'Hellas Verona perdendo 2-3 (doppietta di Rosso).
Il 18 agosto allo stadio, in concomitanza con l'amichevole vinta per 1-0 contro il Chiavari, viene premiato il pallanuotista chiavarese Maurizio Felugo fresco di medaglia d'argento alle Olimpiadi: il presidente Gozzi gli ha regalato una maglia dell'Enntella con il numero 6, lo stesso della sua calottina, e lui l'ha subito indossata tra gli applausi dei 250 spettatori presenti dimostrando l'attaccamento alla squadra della sua città.
Il 22 agosto l'Entella è stata presentata ufficialmente in piazza ai cittadini, in cui sono intervenuti il direttore generale Matteo Matteazzi, il direttore sportivo Matteo Superbi, il responsabile del settore giovanile Manuel Montali, il vicepresidente Walter Alvisi e il presidente Antonio Gozzi il quale ha ribadito ancora una volta le sue ambizioni legate alla chiavaresità del progetto e anche a uno stadio nuovo. Lo ha poi appoggiato e gli ha fatto eco il sindaco-tifoso Roberto Levaggi, favorevole insieme all'amministrazione comunale al progetto del nuovo stadio in Colmata dove attualmente si allenano le selezioni giovanili biancocelsti. Tra le novità della nuova stagione spiccano la realizzazione del nuovo sito internet, la creazione dell'Entella Card con lo sconto Entella Family del 20% e la denominazione di Settore Giovanile Scolastico Sgs che cambia in Entella Academy.
La campagna di sponsorizzazioni legata alla stagione 2012-2013 ha fatto registrare un incremento del 59% rispetto alla passata stagione tanto da non avere più spazio per i cartelloni pubblicitari che così son stati installati sulle torri faro. Questo fatto ha avuto evidentemente una ricaduta anche sul volume economico che è cresciuto del 58%. Al 17 dicembre, secondo il responsabile marketing Sergio Rossi, gli sponsor sono 106: erano 12 nella stagione 2009-2010, 36 nel 2010-2011, 63 nel 2011-2012 e infine 106 appunto nella stagione corrente. L'85% delle aziende sono della zona, ma ci sono anche operatori non legati alla realtà del comprensorio come Radio Live 365, network austriaco. Il fatturato supera i 400.000 euro e il numero degli abbonati, rispetto alla passata stagione, è passato da 103 a 256 con un incremento del 150%.
Il monte-ingaggi netto dell'Entella è di circa 1,5 milioni di euro con Ighli Vannucchi e Simone Guerra che hanno lo stipendio più alto (100.000 euro).
A dicembre i calciatori dell'Entella hanno preso parte come testimonial alla realizzazione del calendario 2013 di Telefono Donna "Non una di più" contro la violenza sulle donne. Nello stesso periodo si sono improvvisati cantanti incidendo con Niccolò Pagliettini, già autore dell'inno dell'Entella, il brano "Vorrei che fosse Natale" con un cameo finale fatto dalla voce del capitano Gennaro Volpe. Il progetto è stato promosso dall'Unione Italiana Ciechi e Ipovedenti Onlus di Chiavari che avrà beneficio delle vendite del disco.
Alla fine del girone d'andata l'Entella si trova salda al 5º posto in classifica con 23 punti e si trova anche all'11º posto nella classifica degli spettatori allo stadio con una media di 730 persone a gara.
A febbraio la Beretti partecipa per la terza volta al Torneo di Viareggio piazzandosi al secondo posto nel girone con 6 punti dietro all'Inter. Accede agli ottavi di finale come migliore seconda raggiungendo un risultato storico per il club. L'avventura dei ragazzi di mister Scotto si conclude al turno successivo quando allo Stadio comunale vengono eliminati dal Siena con il risultato di 2-0. I biancocelesti hanno ben figurato al torneo internazionale ricevendo molti complimenti tra cui quelli del presidente della Lega Pro Mario Macalli.
L'Entella ha anche deciso di fornire un aiuto economico alle famiglie dei ragazzi iscritti al settore giovanile biancoceleste al fine di poter contribuire ai costi legati alle attività sportive dei propri ragazzi con l'immediata disponibilità del Banco di Chiavari, sponsor istituzionale del settore giovanile.
Il 5 maggio l'Entella, pareggiando per 1-1 in trasferta con il Cuneo per 1-1 seguita da 100 tifosi e grazie alla sconfitta dell'AlbinoLeffe sul campo del Como, con 50 punti accede matematicamente ai play-off con un turno di anticipo pur riposando all'ultima giornata. La società ha deciso anche che l'anno successivo, per il centenario, sarà confezionata una speciale maglia biancoceleste nella cui parte bianca saranno stampati i nomi dei circa 1500 calciatori che hanno giocato con la maglia biancoceleste.
Il 26 maggio, per la semifinale play-off con il Lecce, sono circa 2000 (record storico) i tifosi presenti sugli spalti, di cui 240 leccesi. Il risultato finale è di 1-1 con gol di Garin per i liguri e di D'Ambrosio per i salentini.

## Divise e sponsor
Lo sponsor tecnico per la stagione 2012-2013 è Erreà, mentre lo sponsor ufficiale è Elce Arredamenti.
Il 26 gennaio l'Entella annuncia che il nuovo sponsor che comparirà sulla maglia in questa stagione sarà quello di "Due Energie" della Duferco Group, gruppo appartenente al presidente Gozzi, per la campagna nazionale del brand che si occupa della vendita di gas ed energia elettrica. Il logo del vecchio sponsor "Elce" verrà spostato sui pantaloncini da gioco sino al termine del campionato.
| Casa | Trasferta | Terza divisa |

## Organigramma societario
Area direttiva
- Presidente: Antonio Gozzi
- Presidente Onorario: Silvio Risaliti
- Vice Presidente: Walter Alvisi
- Direttore Generale: Matteo Matteazzi

Area organizzativa
- Direttore sportivo: Matteo Superbi
- Responsabile osservatori: Andrea Grammatica
- Responsabile del Settore Giovanile: Manuel Montali
- Segretario generale: Giuliano Esposto
- Team manager: Delio Lagomarsino

Area comunicazione
- Ufficio stampa: Marco Bianchi
- Supporto tecnico: Marco Repetto

Area amministrazione
- Amministratore finanza e controllo: Alberto Garibotto
- Cassiere: Luca Zignaigo

Area marketing
- Responsabile marketing: Sergio Rossi
- Staff: Angelica Carboni, Andrea Solari

Area tecnica
- Allenatore: Luca Prina
- Allenatore in seconda: Sergio Spalla
- Preparatore atletici: Andrea Disderi, Sandro Farina
- Preparatore dei portieri: Fabrizio Casazza

Area sanitaria
- Medico Sanitario: Lorenzo Marugo
- Operatore Sanitario: Roberto Galli
- Fisioterapisti: Matteo Perasso, Cristiano Venturini
- Nutrizionista: Alessio Paggi

Staff
- Addetto biglietteria: Andrea Solari
- Addetto rapporti tifosi: Salvatore Fiumanò
- Addetto all'arbitro: Agostino Prestileo
- Psicologo: Elena Passoni
- Magazzinieri: Sergio Baratta, Salvatore Papparazzo, Ornella Armanino, Enio Curto
- Delegato alla sicurezza: Andrea Mei
- Vicedelegato alla sicurezza: Armando Marcolini

## Rosa
| N. |                    | Ruolo | Calciatore                    |
| -- | ------------------ | ----- | ----------------------------- |
|    | Italia (bandiera)  | P     | Andrea Paroni                 |
|    | Italia (bandiera)  | P     | Francesco Conti               |
|    | Italia (bandiera)  | P     | Gianluigi Otranto             |
|    | Italia (bandiera)  | P     | Daniele Borra                 |
|    | Italia (bandiera)  | D     | Francesco Zampano             |
|    | Italia (bandiera)  | D     | Nicola Falcier                |
|    | Italia (bandiera)  | D     | Simone Fantoni                |
|    | Italia (bandiera)  | D     | Michele Russo (vice capitano) |
|    | Italia (bandiera)  | D     | Andrea Talignani              |
|    | Italia (bandiera)  | D     | Filippo De Col                |
|    | Italia (bandiera)  | D     | Luca Cecchini                 |
|    | Italia (bandiera)  | D     | Alberto Bianchi               |
|    | Brasile (bandiera) | D     | Cesar                         |
|    | Italia (bandiera)  | D     | Francesco Bianchetti          |
|    | Italia (bandiera)  | C     | Zaccaria Hamlili              |
|    | Italia (bandiera)  | C     | Simone Marino                 |
|    | Brasile (bandiera) | C     | Renan Wagner                  |
|    | Italia (bandiera)  | C     | Silvano Raggio Garibaldi      |
|    | Italia (bandiera)  | C     | Roberto Musso                 |

| N. |                      | Ruolo | Calciatore               |
| -- | -------------------- | ----- | ------------------------ |
|    | Italia (bandiera)    | C     | Gennaro Volpe (capitano) |
|    | Italia (bandiera)    | C     | Marco Pisanu             |
|    | Italia (bandiera)    | C     | Elia Ballardini          |
|    | Italia (bandiera)    | C     | Francesco Di Tacchio     |
|    | Argentina (bandiera) | C     | Hernán Pablo Garin       |
|    | Italia (bandiera)    | C     | Ighli Vannucchi          |
|    | Italia (bandiera)    | C     | Francesco Marianeschi    |
|    | Italia (bandiera)    | A     | Mirko Chiarabini         |
|    | Italia (bandiera)    | A     | Matteo Serlini           |
|    | Italia (bandiera)    | A     | Luca Simeoni             |
|    | Italia (bandiera)    | A     | Sasha Cori               |
|    | Italia (bandiera)    | A     | Mattia Marchi            |
|    | Italia (bandiera)    | A     | Lorenzo Staiti           |
|    | Italia (bandiera)    | A     | Daniele Rosso            |
|    | Italia (bandiera)    | A     | Simone Guerra            |
|    | Italia (bandiera)    | A     | Vittorio Argeri          |
|    | Italia (bandiera)    | A     | Moreno Beretta           |
|    | Italia (bandiera)    | A     | Giacomo Protti           |
|    | Italia (bandiera)    | A     | Saber Hraiech            |

## Calciomercato

### Sessione estiva(dall'1/7 al 31/8)
Il 20 giugno l'Entella rinnova con il Brescia le compartecipazioni di Serlini e Fantoni, il 22 giugno rinnova il contratto a Michele Russo, riscatta Talignani e Simeoni rispettivamente dal Parma e dal Livorno e cede Dolce definitivamente al Montichiari, il 23 giugno si aggiudica l'intero cartellino di Francesco Zampano alle buste con la Sampdoria per 290.000 euro contro i 50.000 offerti dai blucerchiati, il 3 luglio dal Cagliari arriva in compartecipazione Marco Pisanu, il 4 luglio Stefano Favret lascia l'Entella dopo due stagioni per accasarci alla Sacilese in Serie D, il 5 luglio acquista Filippo De Col dal Legnago Salus, il 7 luglio rinnova il contratto a Gennaro Volpe, l'11 luglio prende Luca Cecchini dalla Triestina, il 17 luglio ingaggia Ighli Vannucchi, il 19 luglio in occasione della partenza per il ritiro rinnova il contratto a Garin, il 20 luglio acquista Silvano Raggio Garibaldi dal Genoa, il 25 luglio mette sotto contratto Francesco Conti (svincolato), il 1º agosto prende l'attaccante Mattia Marchi in compartecipazione dal Novara, il 9 agosto ingaggia Alberto Bianchi dallo Spezia, il 10 agosto prende il brasiliano César, il 29 agosto mette sotto contratto Simone Guerra (svincolato), e il 30 agosto acquisisce la comproprietà di Renan Wagner dal Varese.
Dai prestiti ritornano alla base invece Marianeschi e Chiarabini.
Oltre a Favret lasciano l'Entella anche Bonaccorsi, Bertoli (Bassano Virtus), Villagatti (Monza), Ciarcià (Paganese), Lazzaro (Pistoiese) e Lenzoni (Sambonifacese).
| Acquisti | Acquisti | Acquisti | Acquisti |
| R.       | Nome     | da       | Modalità |
| -------- | -------- | -------- | -------- |
|          |          |          |          |

| Cessioni | Cessioni | Cessioni | Cessioni |
| R.       | Nome     | a        | Modalità |
| -------- | -------- | -------- | -------- |
|          |          |          |          |

### Cessioni tra le due sessioni
A stagione ormai iniziata, il 14 settembre Francesco Marianeschi rescinde il contratto con l'Entella e torna alla Sambonifacese.
A novembre il giovane Pisanu, mai sceso in campo per infortunio, rescinde il contratto con l'Entella.

Il 5 dicembre poi Mirko Chiarabini viene ceduto in prestito in Serie D alla Lucchese. Nella città toscana viene accolto con grande entusiasmo come una star da tifosi e giornalisti locali.
Il 30 dicembre Talignani rescinde il proprio contratto con l'Entella.
| Cessioni | Cessioni | Cessioni | Cessioni |
| R.       | Nome     | a        | Modalità |
| -------- | -------- | -------- | -------- |
|          |          |          |          |

### Sessione invernale(dall'2/1 al 31/1)
Il 14 gennaio dal Cesena arriva a titolo definitivo il centrocampista Elia Ballardini, figlio dell'allenatore Davide Ballardini, e dall'Empoli, ma sempre di proprietà dei romagnoli, l'attaccante Sasha Cori in prestito con diritto di riscatto.
Prima Simone Fantoni (17 gennaio) e poi Matteo Serlini (31 gennaio), entrambi in comproprietà con il Brescia, vengono ceduti in prestito alla Giacomense e in cambio arriva l'attaccante classe '94 Giacomo Protti. Nel frattempo il 26 gennaio Renan Wagner rientra al Varese per andare in prestito all'Aversa Normanna.
Sempre il 31 gennaio l'Entella ufficializza anche gli arrivi in prestito con diritto di riscatto di Francesco Di Tacchio (dal Perugia ma di proprietà della Fiorentina), Moreno Beretta (dal Portogruaro ma di proprietà della Sampdoria) e Francesco Bianchetti (dal Treviso, in cambio di Roberto Musso, ma di proprietà dell'AlbinoLeffe).
| Acquisti | Acquisti | Acquisti | Acquisti |
| R.       | Nome     | da       | Modalità |
| -------- | -------- | -------- | -------- |
|          |          |          |          |

| Cessioni | Cessioni | Cessioni | Cessioni |
| R.       | Nome     | a        | Modalità |
| -------- | -------- | -------- | -------- |
|          |          |          |          |

## Risultati

### Lega Pro Prima Divisione

#### Girone di andata
| Arbitro: | Marini (Roma) |

|                             |           |                              |
| Arrigoni 30’ Bortolotto 40’ | Marcatori | 31’ Guerra 51’, 82’ D. Rosso |

| Arbitro: | Oliveri (Palermo) |

|                                      |           |                  |
| Guerra 12’, 77’ Staiti 60’ Volpe 84’ | Marcatori | 35’ N. Tarantino |

| Arbitro: | Martinelli (Roma) |

|                                       |           |            |
| Pesenti 38’ Pontiggia 90’ Belotti 90’ | Marcatori | 83’ Argeri |

| Arbitro: | Benassi (Bologna) |

|                                           |           |                       |
| Michele Russo 57’ H. Garin 88’ De Col 90’ | Marcatori | 50’ Abate 55’ Madonia |

| Arbitro: | Abisso (Palermo) |

|           |           |            |
| Chiara 8’ | Marcatori | 90’ Guerra |

| Arbitro: | Mangialardi (Pistoia) |

|                            |           |  |
| Guerra 20’, 35’ Staiti 24’ | Marcatori |  |

| Arbitro: | Cifelli (Campobasso) |

|                              |           |                   |
| Foti 20’, 23’, 66’ Falco 76’ | Marcatori | 69’, 85’ M. Russo |

| Chiavari 21 ottobre 2012, ore 15:00 8ª giornata | Virtus Entella | 0 – 0 referto | Cremonese | Stadio comunale (824 spett.)\| Arbitro: \| Adduci (Paola) \| |
| Arbitro:                                        | Adduci (Paola) |               |           |                                                              |

| Arbitro: | Soricaro (Barletta) |

|           |           |              |
| Ilari 84’ | Marcatori | 60’ D. Rosso |

| Arbitro: | Aversano (Treviso) |

|              |           |             |
| D. Rosso 60’ | Marcatori | 29’ Inglese |

| Arbitro: | Fiore (Barletta) |

|             |           |            |
| Corazza 60’ | Marcatori | 66’ Marchi |

| Arbitro: | Bindoni (Venezia) |

|              |           |          |
| D. Rosso 63’ | Marcatori | 42’ Poli |

| Arbitro: | Illuzzi (Molfetta) |

|                      |           |                         |
| Coda 63’ Casolla 81’ | Marcatori | 77’ M. Russo 90’ Staiti |

| Arbitro: | Piccinini (Forlì) |

|              |           |            |
| D. Rosso 90’ | Marcatori | 29’ Furlan |

| Arbitro: | Ceccarelli (Rimini) |

|  |           |              |
|  | Marcatori | 73’ D. Rosso |

| Arbitro: | Caso (Verona) |

|  |           |             |
|  | Marcatori | 29’ Martini |

| 23 dicembre 2012 17ª giornata |  | – Turno di riposo Entella |  |  |

#### Girone di ritorno
| Arbitro: | Marini (Roma) |

|                        |           |  |
| César 17’ D. Rosso 52’ | Marcatori |  |

| Treviso 13 gennaio 2013, ore 14:30 19ª giornata | Treviso          | 0 – 0 referto | Virtus Entella | Stadio Omobono Tenni (580 spett.)\| Arbitro: \| Baroni (Firenze) \| |
| Arbitro:                                        | Baroni (Firenze) |               |                |                                                                     |

| Arbitro: | Pagliardini (Arezzo) |

|                         |           |  |
| Staiti 12’ M. Russo 73’ | Marcatori |  |

| Trapani 3 febbraio 2013, ore 14:30 21ª giornata | Trapani             | 0 – 0 referto | Virtus Entella | Stadio Polisportivo Provinciale (3.200 spett.)\| Arbitro: \| Aureliano (Bologna) \| |
| Arbitro:                                        | Aureliano (Bologna) |               |                |                                                                                     |

| Arbitro: | Fiore (Barletta) |

|                        |           |              |
| Cori 30’ Vannucchi 70’ | Marcatori | 39’ Statella |

| Arbitro: | Dei Giudici (Latina) |

|                     |           |  |
| Alessi 27’ Bovi 31’ | Marcatori |  |

| Arbitro: | Saia (Palermo) |

|                           |           |                         |
| Vannucchi 6’ D. Rosso 57’ | Marcatori | 42’ De Rose 65’ Chiricò |

| Arbitro: | Maresca (Napoli) |

|            |           |          |
| Caridi 49’ | Marcatori | 3’ César |

| Arbitro: | Petroni (Roma) |

|                      |           |  |
| De Col 38’ Magli 74’ | Marcatori |  |

| Arbitro: | Baroni (Firenze) |

|             |           |           |
| Inglese 50’ | Marcatori | 8’ Guerra |

| Arbitro: | Colarossi (Roma) |

|                          |           |              |
| Tacchio 20’ M. Russo 34’ | Marcatori | 47’ Altinier |

| Arbitro: | Greco (Lecce) |

|                                     |           |           |
| Terigi 2’ A. Viola 48’ Pasciuti 90’ | Marcatori | 8’ Guerra |

| Arbitro: | Tardino (Milano) |

|                        |           |  |
| Falcier 26’ Guerra 32’ | Marcatori |  |

| Arbitro: | Minelli (Varese) |

|                             |           |  |
| Pasi 14’ Campo 73’ Kiem 84’ | Marcatori |  |

| Arbitro: | Benassi (Bologna) |

|                                                      |           |  |
| Vannucchi 2’, 75’ M. Russo 55’ Staiti 69’ Guerra 85’ | Marcatori |  |

| Arbitro: | Maresca (Napoli) |

|              |           |           |
| Cristini 63’ | Marcatori | 4’ Guerra |

| 12 maggio 2013 34ª giornata |  | – Turno di riposo Entella |  |  |

#### Play-off
| Arbitro: | Saia (Palermo) |

|              |           |                  |
| H. Garin 79’ | Marcatori | 90+4’ D'Ambrosio |

| Arbitro: | Ripa (Nocera Inferiore) |

|                    |           |               |
| Chevantón 24’, 27’ | Marcatori | 72’ Vannucchi |

### Coppa Italia
| Arbitro: | Bruno (Torino) |

|  |           |                          |
|  | Marcatori | 15’ Vannucchi 85’ Marchi |

| Arbitro: | Irrati (Pistoia) |

|                   |           |                          |
| D. Rosso 12’, 53’ | Marcatori | 24’ Rivas 45’, 48’ Gómez |

### Coppa Italia Lega Pro
| Arbitro: | Bellotti (Verona) |

|  |           |                        |
|  | Marcatori | 25’ (rig.) Quintavalla |

## Statistiche

### Statistiche di squadra
| Competizione             | Punti | In casa | In casa | In casa | In casa | In casa | In casa | In trasferta | In trasferta | In trasferta | In trasferta | In trasferta | In trasferta | Totale | Totale | Totale | Totale | Totale | Totale | DR  |
| Competizione             | Punti | G       | V       | N       | P       | Gf      | Gs      | G            | V            | N            | P            | Gf           | Gs           | G      | V      | N      | P      | Gf     | Gs     | DR  |
| ------------------------ | ----- | ------- | ------- | ------- | ------- | ------- | ------- | ------------ | ------------ | ------------ | ------------ | ------------ | ------------ | ------ | ------ | ------ | ------ | ------ | ------ | --- |
| Lega Pro Prima Divisione | 50    | 16      | 10      | 5       | 1       | 32      | 11      | 16           | 2            | 9            | 5            | 16           | 25           | 32     | 12     | 14     | 6      | 48     | 36     | +12 |
| Coppa Italia             |       | 1       | 0       | 0       | 1       | 2       | 3       | 1            | 1            | 0            | 0            | 2            | 0            | 2      | 1      | 0      | 1      | 4      | 3      | +1  |
| Coppa Italia Lega Pro    |       | 1       | 0       | 0       | 1       | 0       | 1       | 0            | 0            | 0            | 0            | 0            | 0            | 1      | 0      | 0      | 1      | 0      | 1      | -1  |
| Totale                   | -     | 18      | 10      | 5       | 3       | 34      | 15      | 17           | 3            | 9            | 5            | 18           | 25           | 35     | 13     | 14     | 8      | 52     | 40     | +12 |

### Andamento in campionato
| Giornata  | 1 | 2 | 3 | 4 | 5 | 6 | 7 | 8 | 9 | 10 | 11 | 12 | 13 | 14 | 15 | 16 | 17 | 18 | 19 | 20 | 21 | 22 | 23 | 24 | 25 | 26 | 27 | 28 | 29 | 30 | 31 | 32 | 33 | 34 |
| --------- | - | - | - | - | - | - | - | - | - | -- | -- | -- | -- | -- | -- | -- | -- | -- | -- | -- | -- | -- | -- | -- | -- | -- | -- | -- | -- | -- | -- | -- | -- | -- |
| Luogo     | T | C | T | C | T | C | T | C | T | C  | T  | C  | T  | C  | T  | C  | -  | C  | T  | C  | T  | C  | T  | C  | T  | C  | T  | C  | T  | C  | T  | C  | T  | -  |
| Risultato | V | V | P | V | N | V | P | N | N | N  | N  | N  | N  | N  | V  | P  | -  | V  | N  | V  | N  | V  | P  | N  | N  | V  | N  | V  | P  | V  | P  | V  | N  | -  |
| Posizione | 2 | 1 | 2 | 2 | 2 | 2 | 2 | 2 | 3 | 3  | 4  | 5  | 5  | 5  | 4  | 5  | 6  | 6  | 6  | 5  | 5  | 4  | 5  | 4  | 4  | 4  | 4  | 4  | 5  | 5  | 5  | 5  | 4  | 5  |

Legenda:

Luogo: C = Casa; T = Trasferta. Risultato: V = Vittoria; N = Pareggio; P = Sconfitta.